# پرتره بتهوون

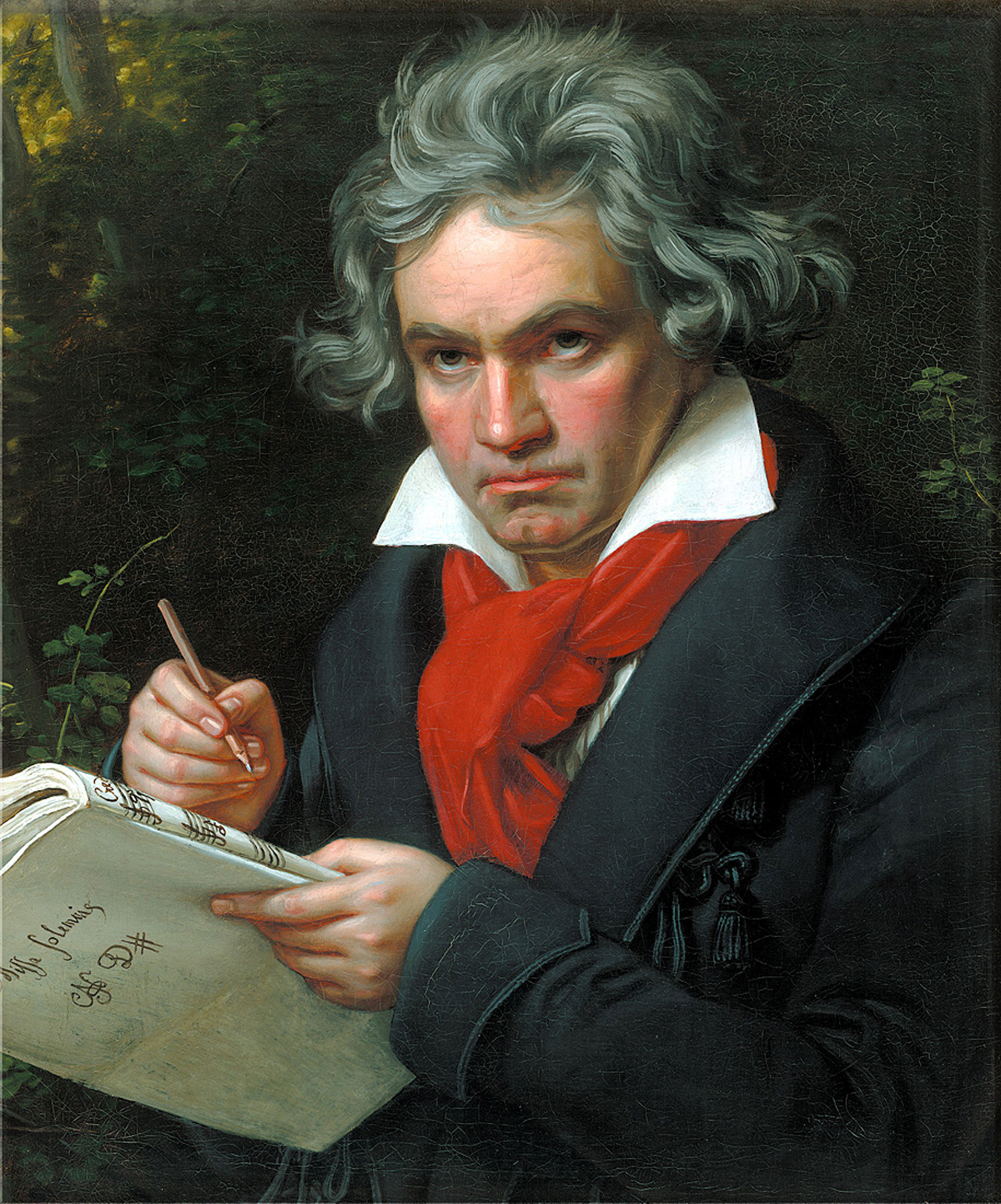
پرتره‌ای از بتهوون (۱۸۲۰ میلادی)، اثر نقاش آلمانی، یوزف کارل اشتیلر

پرترهٔ لودویگ فان بتهوون اثر نقاش آلمانی، یوزف کارل اشتیلر (۱۷۸۱–۱۸۵۸ میلادی) است که در سال ۱۸۲۰ خلق شده‌است. این تک‌چهره، لودویگ فان بتهوون را در حال تصنیف یکی از آثار معروفش، میسا سولِمنیس، نشان می‌دهد.
بی‌شک این اثر مشهورترین کار این نقاش آلمانی و شناخته‌شده‌ترین تصویری است که در میان انبوهی از تک‌چهره‌های منتسب به این آهنگساز بزرگ آلمانی وجود دارد. این اثر ازنظر شباهت و هماهنگی با سوژه تضمین شده‌است، زیرا اشتیلر تنها هنرمندی بوده که اجازه گرفته در ملاقاتش با بتهوون و در جریان مهمانی‌ای که در خانهٔ کالباخ برگزار شده‌بود، از وی پرتره‌ای بکشد.
البته جزئیات صورت در حضور خود بتهوون در طول برگزاری مهمانی کامل شده‌است، اما دست‌ها مدت‌زمانی بعد از تکمیل چهره شکل گرفته، که احتمالاً به‌دلیل کم‌حوصلگی این آهنگ‌ساز مشهور در نشستن به‌عنوان مدل بوده‌است.
این اثر هم‌اکنون در موزهٔ خانهٔ بتهوون در شهر بن، آلمان نگهداری می‌شود.